# دانشگاه بین المللی سارایوو
دانشگاه بین المللی سارایوو (IUS) یک دانشگاه خصوصی است که در پایتخت شهر سارایوو، بوسنی و هرزگوین واقع شده‌است. این دانشگاه توسط بنیاد توسعه آموزش در سال‌های ۲۰۰۴–۲۰۰۵ تأسیس شد. دانشگاه بین المللی سارایوو برای دانشجویان از سراسر جهان آزاد است و زبان آموزش و ارتباط انگلیسی است. آموزش چهار ساله طبق سیستم بولونیا (مدل ۴+۱+۳ با دیپلم و مدرک کارشناسی) ارائه می‌دهد. این دانشگاه دارای ۱۶۵۰ دانشجو از ۵۵ کشور و اعضای هیئت علمی از ۲۰ کشور جهان است که در رشته‌های مختلف علوم، مهندسی، هنر و علوم اجتماعی فعالیت‌های علمی و پژوهشی انجام می‌دهند.
رئیس هیئت امنا سوگی کورتولموش است. رئیس دانشگاه احمد یلدیریم است.